# Arnaud Costes
Arnaud Costes (Tulle, 16 giugno 1973) è un ex rugbista a 15 e allenatore di rugby a 15 francese, già flanker di Montferrand e Castres.

## Biografia
Esordiente in campionato con il Montferrand, con tale club raggiunse i suoi massimi risultati: finalista nel campionato francese e vincitore dell'European Challenge Cup 1998/99.
Debuttò in Nazionale nel 1994 contro il Canada, e prese parte alla successiva Coppa del Mondo di rugby 1995 in Sudafrica, nel corso della quale scese in campo solo in un'occasione, contro la Costa d'Avorio.
Nel 1999 fu presente alla Coppa del Mondo in Galles, disputando cinque incontri compresa la finale che la Francia perse contro l'Australia.
Il suo ultimo incontro internazionale fu contro l'Irlanda durante il Sei Nazioni 2000, che fu anche l'unica edizione del torneo che Costes disputò.
Al Castres dal 2000 e al Bourgoin-Jailleu dal 2002 (miglior risultato con quest'ultimo club la finale di Coppa di Lega 2002-03), militò per un altro biennio in prima divisione con il Béziers prima di chiudere in Pro D2 con il Gaillac.
Dal 2007 al 2009 allenò il Rugby Olympique di Castelnaudary, in Fédérale 3, dal quale diede le dimissioni per allenare a Blagnac (stessa categoria).

## Palmarès
- Challenge Cup: 1
Montferrand: 1998-99